# Borisov Arena

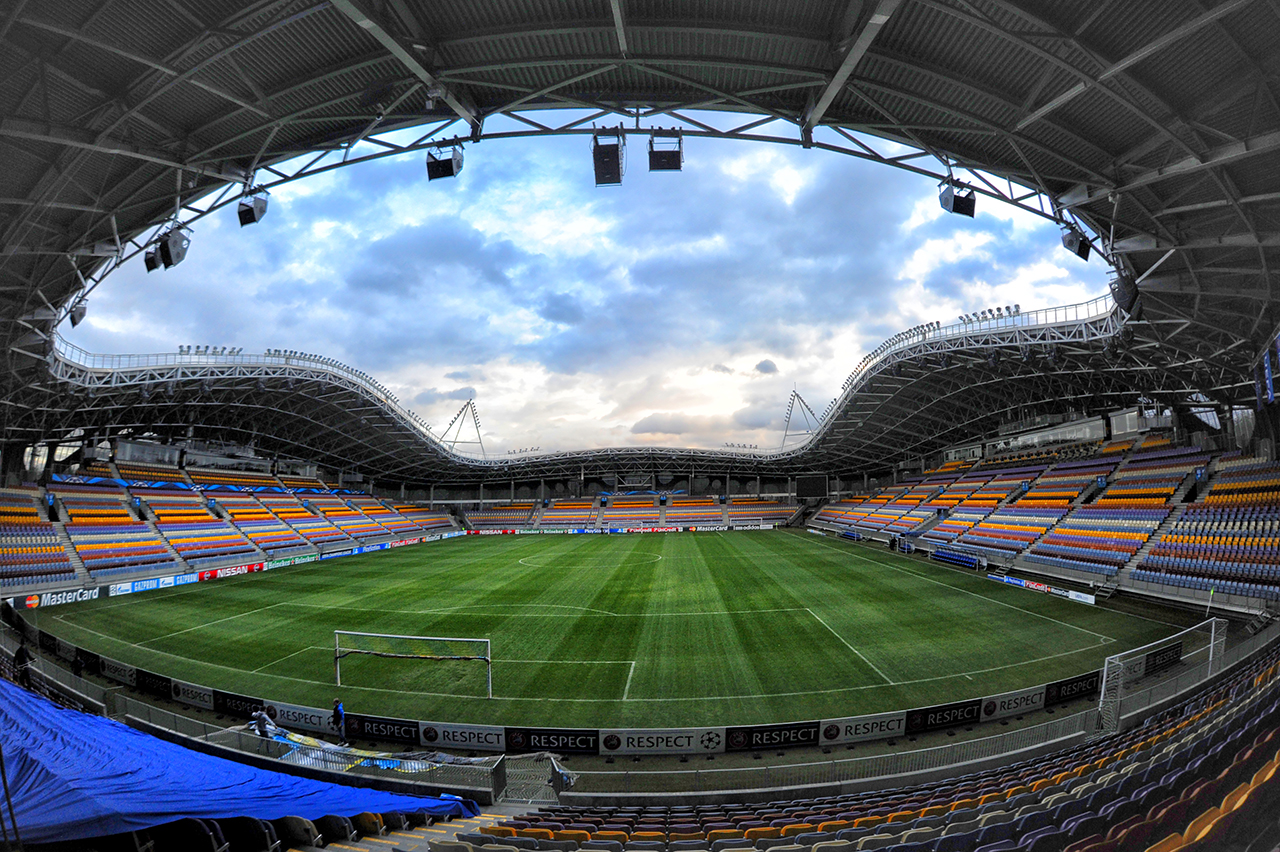
Borisov Arena

Borisov Arena este un stadion de fotbal din Borisov, Belarus. Pe această arenă își joacă meciurile de acasă FC BATE Borisov și echipa națională de fotbal a Belarusului. Stadionul are 13126 de locuri pe scaune.

## Istorie
În 2008 Bate Borisov s-a calificat în grupele Ligii Campionilor, însă a fost nevoită să-și joace meciurile de acasă pe stadionul Dinamo din Minsk pentru că stadionul său nu îndeplinea cerințele UEFA. Din acest motiv, la sfârșitul sezonului finanțatorul echipei a decis construirea unui nou stadion care va avea între 12000 și 15000 de locuri. Construirea Borisov Arena a început oficial pe 12 noiembrie 2010. Acesta se află la 60 de kilometri de stadionul din Minsk.
Primul meci oficial jucat vreodată pe Borisov Arena a fost Finala Cupei Belarusului din sezonul 2013-2014 care a avut loc la data de 3 mai 2014. În finală s-au calificat FC Neman Grodno și FC Șahtior Soligorsk, ultima din echipele amintite fiind și cea care a câștigat cupa, după un meci încheiat cu scorul de 1-0. Mijlocașul ucrainean Artiom Stragorodski a marcat primul gol pe acest stadion, în fața a aproape 11.000 de persoane.

## Meciurile echipei naționale
Echipa națională de fotbal a Belarusului a jucat primul său meci pe Borisov Arena pe 4 septembrie 2014, când a învins Tadjikistanul cu 6-1 într-un meci amical. Primul meci oficial al echipei naționale s-a jucat pe 9 octombrie 2014, când Belarus a pierdut cu 0-2 în fața Ucrainei, într-un meci contând pentru calificările la Campionatul European din 2016 care s-a jucat în fața a 10.512 de spectatori.

### Lista meciurilor naționalei
| #  | Dată              | Adversar   | Rezultat | Spectatori | Competiție     |
| -- | ----------------- | ---------- | -------- | ---------- | -------------- |
| 1. | 4 septembrie 2014 | Tajikistan | 6–1      | 2.400      | Amical         |
| 2. | 9 octombrie 2014  | Ucraina    | 0–2      | 10.512     | Cal. Euro 2016 |
| 3. | 12 octombrie 2014 | Slovacia   | 1–3      | 3.684      | Cal. Euro 2016 |
| 4. | 18 octombrie 2014 | Mexic      | 3–2      | 6.700      | Amical         |
| 5. | 14 iunie 2015     | Spania     | 0–1      | 13.121     | Cal. Euro 2016 |
| 6. | 12 octombrie 2015 | Macedonia  | 0–0      | 1.545      | Cal. Euro 2016 |